# Indicatif régional 758
L'indicatif régional 758 (ou SLU) est l'indicatif téléphonique régional de Sainte-Lucie.
L'indicatif régional 758 fait partie du Plan de numérotation nord-américain.
Pour un appel à l'intérieur de Sainte-Lucie, il suffit de composer les 7 chiffres du numéro de l'abonné. Pour un appel vers Sainte-Lucie en provenance d'un autre endroit du Plan de numérotation nord-américain (par exemple, à partir du Canada ou des États-Unis), il faut composer 1-758 suivi du numéro à 7 chiffres de l'abonné. 

## Historique
Cet indicatif a été créé par la scission de l'indicatif régional 809 en ou vers juillet 1996.
Jusqu'en 1995, plusieurs des îles des Caraïbes et de l'Atlantique ont partagé l'indicatif régional 809 à l'intérieur du Plan de numérotation nord-américain. Entre 1995 et 1999, chacune de ces îles a reçu son propre indicatif. Sainte-Lucie a reçu l'indicatif 758.